# Synagoge (Foussemagne)

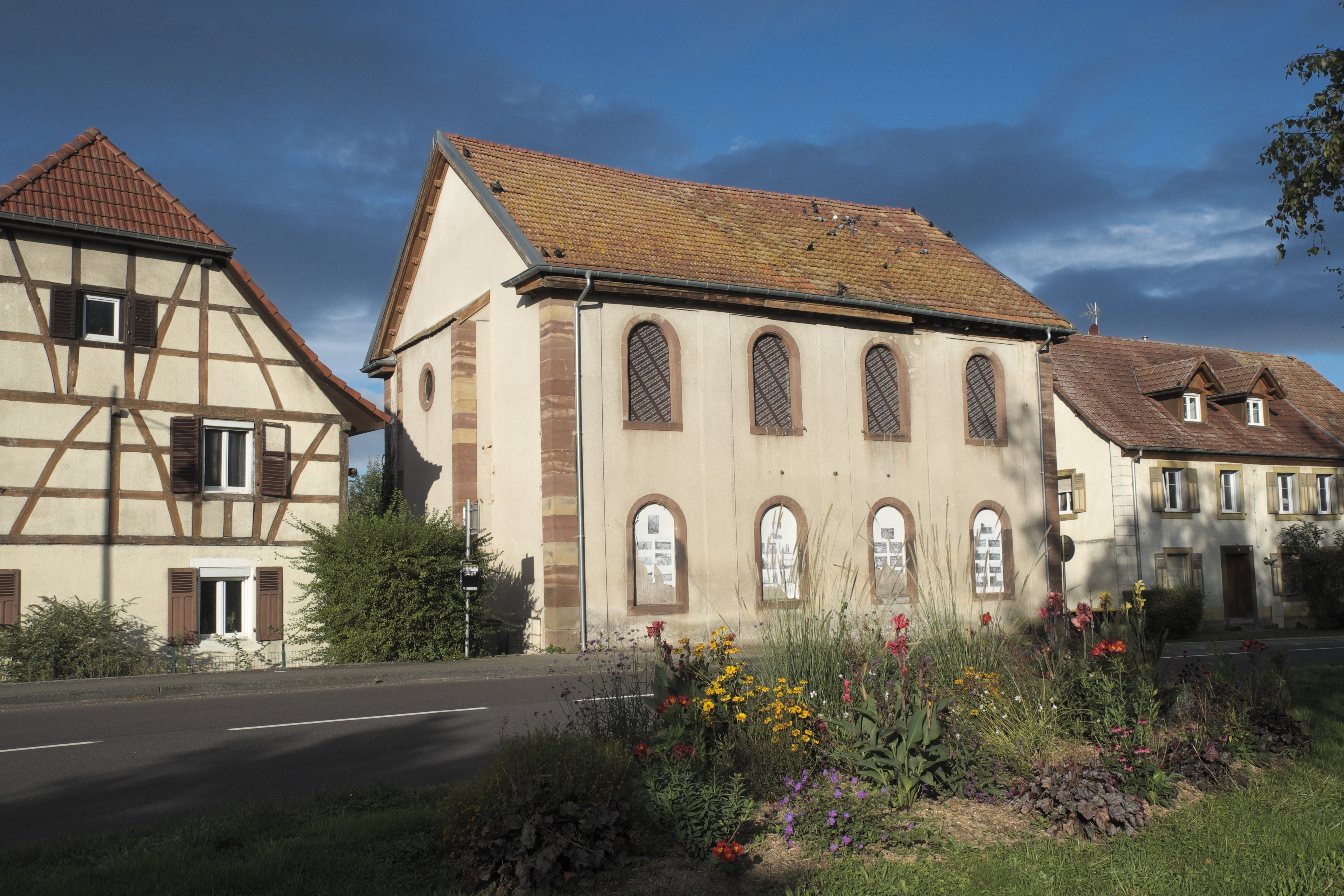
Die ehemalige Synagoge im September 2022

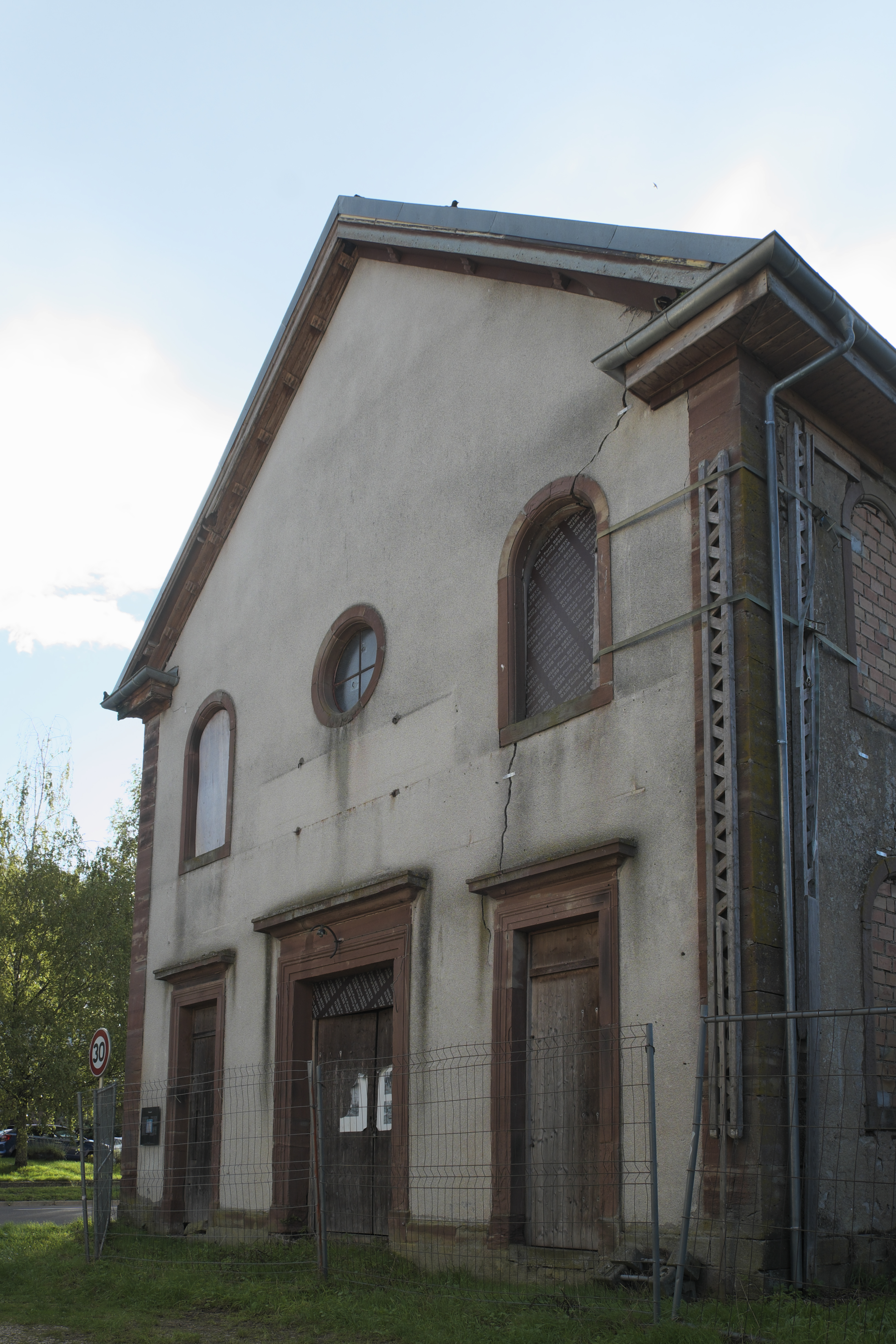
Eingangsseite (2022)

Die Synagoge in Foussemagne, einer Gemeinde im Département Territoire de Belfort in der französischen Region Franche-Comté, ist eine profanierte Synagoge, die 1864/65 errichtet wurde. Das Gebäude in der Rue d’Alsace, gegenüber dem Rathaus, ist seit 1984 ein geschütztes Baudenkmal (Monument historique).

## Geschichte
Die jüdische Gemeinde in Foussemagne entstand im 18. Jahrhundert. So lebten 1720 sechs und 1772 bereits 22 jüdische Familien im Ort. Ihre Häuser befanden sich alle in einem Teil des Dorfes und ihr Einkommen verdienten sie als Vieh- und Pferdehändler, Metzger und Hausierer.
Foussemagne ist die einzige Gemeinde Frankreichs, die eine Synagoge, aber keine Kirche besitzt. Diese Tatsache erwähnt der Journalist André Frossard in seinem 1969 erschienenen Buch Dieu existe, je l’ai rencontré („Gott existiert, ich bin ihm begegnet.“)

## Synagoge
Die am 8. Juni 1865 eingeweihte Synagoge ersetzte ein baufällig und zu klein gewordenes Gotteshaus. Das Gebäude mit vier Achsen und Rundbogenfenstern auf beiden Stockwerken besitzt an der Giebelseite drei Eingänge. Die Empore war den Frauen vorbehalten. Im Jahr 1880 wurde an die Synagoge ein jüdisches Schulgebäude angebaut.
Durch Abwanderung in die Städte verlor die jüdische Gemeinde immer mehr Mitglieder, sodass ab 1935 der Minjan nicht mehr gewährleistet war. Nach dem Einmarsch der Deutschen im Zweiten Weltkrieg wurde die Synagoge 1940 geschlossen und ausgeraubt. Nachdem das Gebäude an einen Müller verkauft und lange Zeit als Lager genutzt wurde, kaufte die Gemeinde Foussemagne 2008 das ehemalige Gotteshaus, um darin ein Museum einzurichten. Im Jahr 2011 wurde eine Gedenkplakette an der linken Seitentür des Nordgiebels angebracht.
Im Jahr 2022 war das Synagogengebäude weiterhin ungenutzt und dem Verfall preisgegeben.